# Pygoplites diacanthus
Pygoplites diacanthus — вид риб родини Pomacanthidae.

## Назва
В англійській мові має назву «королівська риба-ангел» (англ. regal angelfish).

## Опис
Риба до 25 см завдовжки. Зустрічається парами чи по-одній.

## Поширення та середовище існування
Живе у багатих на коралові рифи територіях та затоках на глибині від 1 до 80 м. Від Червоного моря на заході до Французької Полінезії на сході, Південної Африки на півдні та Рюкю на півночі.

## Галерея

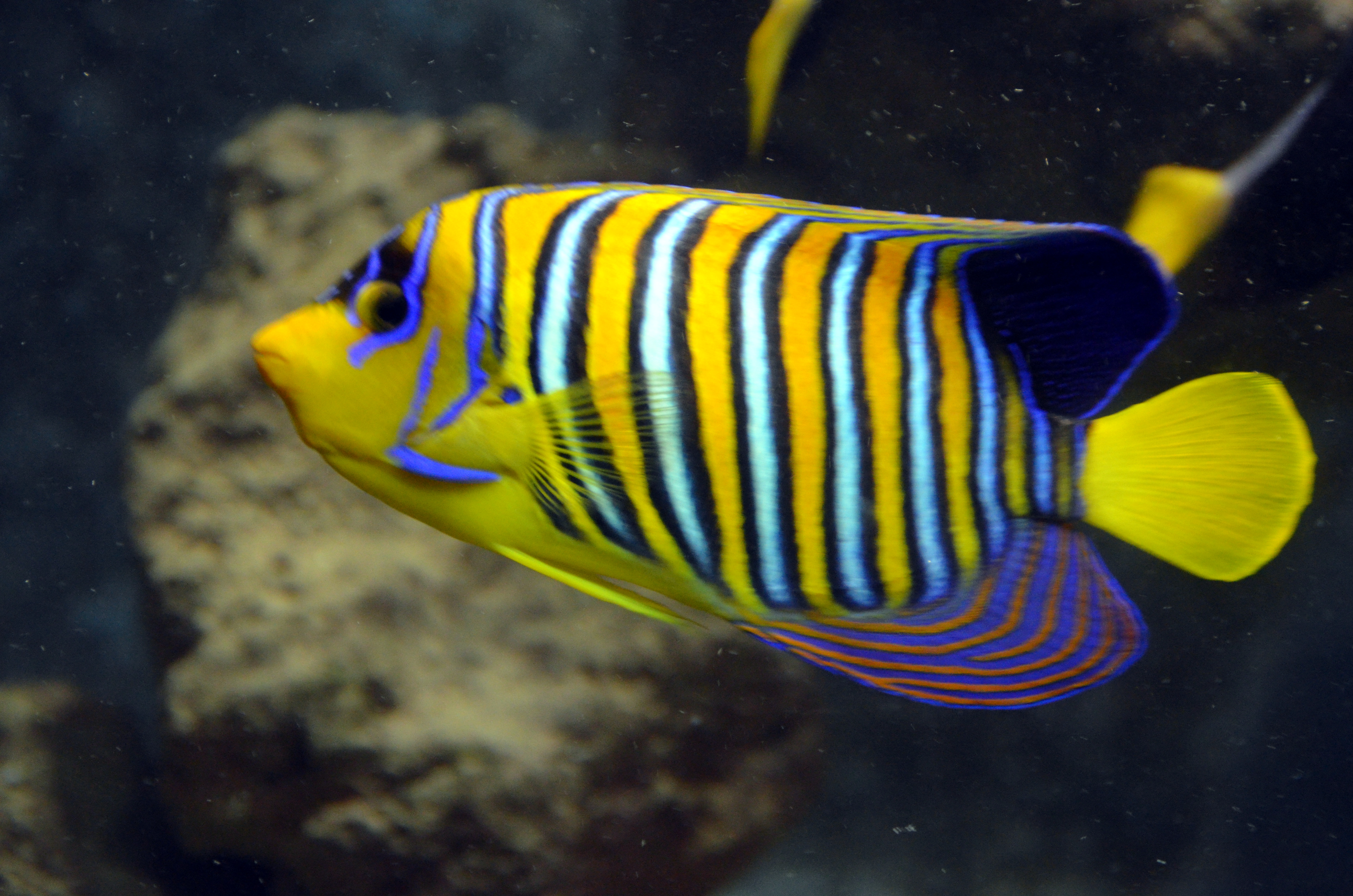

## Практичне використання
Розводять як акваріумних рибок.